# XXII Mistrzostwa Świata w Lataniu Precyzyjnym
XXII Mistrzostwa Świata w Lataniu Precyzyjnym – zawody lotnicze Międzynarodowej Federacji Lotniczej (FAI) w lataniu precyzyjnym, zorganizowane w dniach 19–24 lipca 2015 w Skive w Danii. 
Indywidualnym mistrzem świata został Francuz Damien Vadon, a srebrny i brązowy medal zdobyli Polacy Marcin Skalik i Bolesław Radomski. Drużynowymi mistrzami świata został zespół polski, dalsze miejsca zajęły Czechy i Francja.

## Uczestnicy

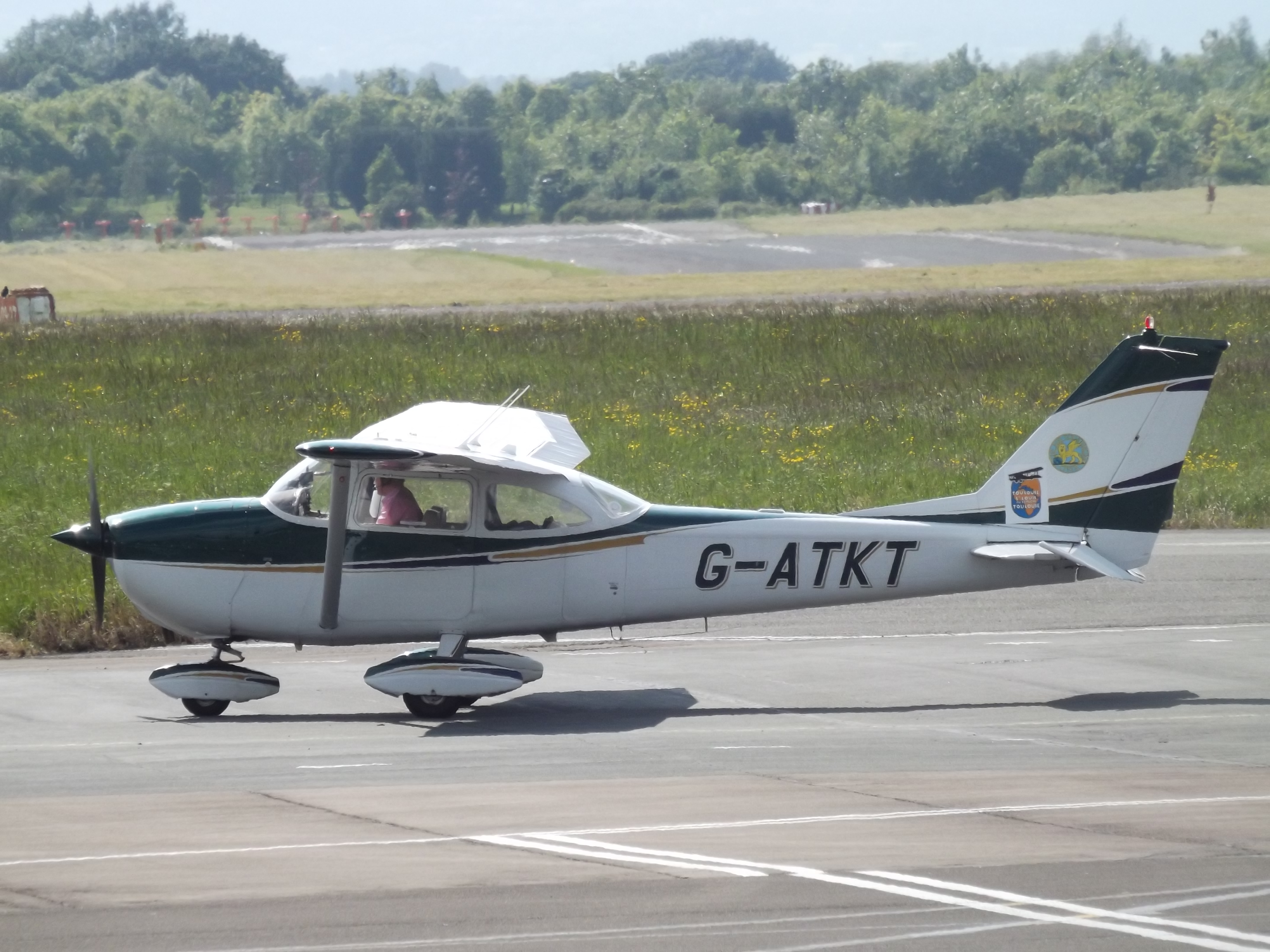
Cessna 172 G-ATKT, na której latał Brytyjczyk Rodney Blois (miejsce 47.) (zdjęcie z 2016)

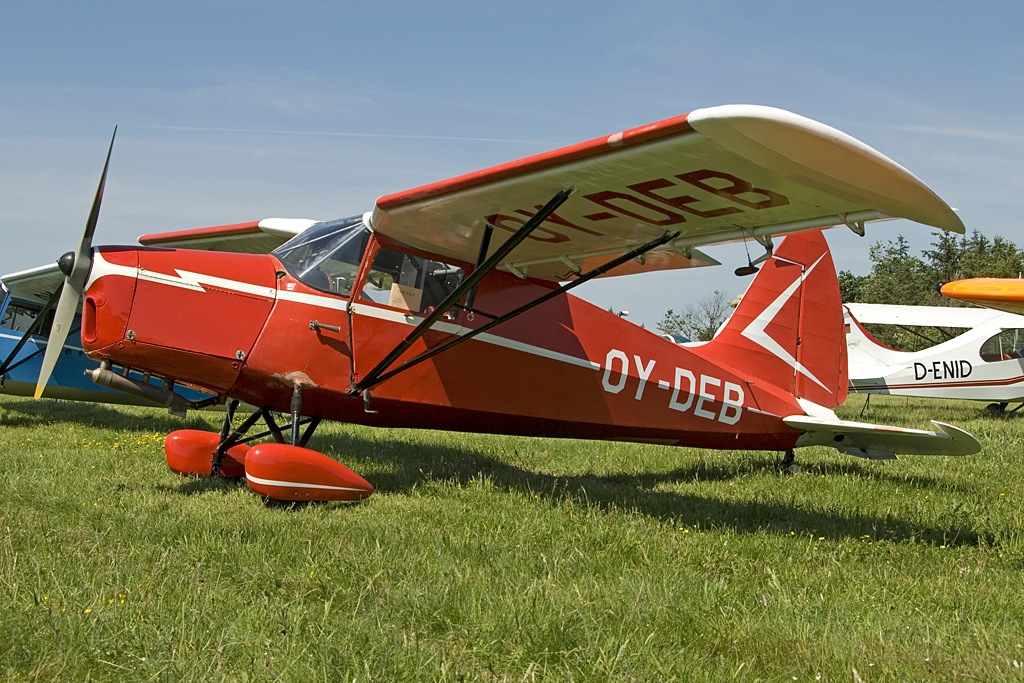
Najstarszy samolot zawodów SAI KZ III OY-DEB z 1946 (pilot Lago Laumark-Møller, miejsce 46.) (zdjęcie z 2007)

W zawodach wzięło udział 72 zawodników z 18 krajów: Polski (8 zawodników), Rosji (7), Czech (6), Szwecji (6), Francji (5), Norwegii (5), Niemiec (5), Wielkiej Brytanii (4), Afryki Południowej (4), Danii (4), Szwajcarii (3), Słowacji (3), Nowej Zelandii (3), Hiszpanii (3),  Finlandii (2), Litwy (2), Słowenii (1) i Austrii (1). Wstępnie było zgłoszonych 88 pilotów z 19 krajów (dodatkowo z Chin, którzy jednak ostatecznie nie wzięli udziału w zawodach).
W składzie polskiej ekipy w zawodach uczestniczyło 8 zawodników: Bolesław Radomski, Marcin Skalik, Michał Wieczorek, Janusz Darocha, Krzysztof Wieczorek, Marek Kachaniak, Zbigniew Chrząszcz, Krzysztof Skrętowicz (ponadto zgłoszeni byli Kamil Wieczorek i Łukasz Pawlak)
Głównym sędzią międzynarodowym był Andrzej Osowski z Polski.
Najliczniej używanymi w mistrzostwach samolotami były Cessna 152 (33), Cessna 150 (22) i Cessna 172 (11); dwóch pilotów latało na Tecnam P-92, po jednym na Piper PA-28, SAI KZ III, Glastar i 3Xtrim (liczba samolotów użytych faktycznie w zawodach była mniejsza, gdyż część pilotów używała tych samych maszyn). Najlepsze rezultaty osiągali piloci latający na C-152 (22 z pierwszych 25 miejsc). Oprócz czteroosobowej ekipy duńskiej, 18 pilotów latało na samolotach zapewnionych przez gospodarzy.

## Program
Program:
- od 12 lipca 2015 – możliwość nieoficjalnego treningu
- 18 lipca 2015 - ostatnie przybycia, rejestracja i odprawa generalna
- 19 lipca 2015 - oficjalny trening lądowań, ceremonia otwarcia mistrzostw
- 20 lipca 2015 - pierwsza konkurencja nawigacyjna (trasa zielona)
- 21 lipca 2015 - druga konkurencja nawigacyjna (trasa niebieska)
- 22 lipca 2015 - konkurencja lądowań
- 23 lipca 2015 - trzecia konkurencja nawigacyjna (trasa czerwona)
- 24 lipca 2015 - dzień rezerwowy, ceremonia wręczenia nagród

## Przebieg
Ceremonia otwarcia miała miejsce w niedzielę 19 lipca. W poniedziałek rozegrano pierwszą konkurencję nawigacyjną (trasa „zielona”), obejmującą ok. 150-kilometrowy lot nad północno-zachodnią Jutlandią. Dominowali w niej piloci polscy, zajmując pierwsze i drugie miejsce (Bolesław Radomski i Marcin Skalik), a ogółem siedem miejsc w pierwszej dziesiątce. Trzeci był Francuz Damien Vadon. 
Drugiego dnia zawody na trasie „niebieskiej” rozgrywane były przy zmiennej pogodzie. Po porannym deszczu, opóźniającym start, widoczność się poprawiła, lecz zadanie utrudniał wiatr. Ponownie dominowali Polacy (dwa pierwsze miejsca zajęli Krzysztof Wieczorek i Michał Wieczorek), lecz wysoko znaleźli się również czescy piloci (miejsca 3 i 4 Luboš Hájek i Tomaš Rajdl). Tylko dwóch pilotów (Krzysztof Wieczorek i Janusz Darocha) odnalazło wszystkie cele na trasie, nie tracąc punktów za obserwację.
Trzeciego dnia 22 lipca 2015 rozgrywana była konkurencja precyzji lądowań. Dobre wyniki uzyskiwali w niej także zawodnicy spoza krajów dominujących w konkurencjach nawigacyjnych, a najlepszy był Fin Mauri Halinen (18 punktów karnych). Czwarty rezultat z bardzo dobrym wynikiem (23 punkty karne) osiągnął Damien Vadon, zyskując znaczną przewagę w punktacji za tę konkurencję nad polskimi pilotami, z wyjątkiem Krzysztofa Skrętowicza, który zajął trzecie miejsce. Będący dotąd faworytem Krzysztof Wieczorek zajął w tej próbie dopiero 30. miejsce (96 punktów), a Marcin Skalik i Bolesław Radomski – odpowiednio 15. i 17. miejsce (58 i 62 punkty). 
23 lipca 2015 rozegrano ostatnią konkurencję nawigacyjną (trasa „czerwona”). Trzy pierwsze miejsca zajęli w niej piloci polscy (Marcin Skalik, Bolesław Radomski, Krzysztof Wieczorek), ex aequo w zakresie trzeciego wyniku z Damienem Vadonem. Po podliczeniu wyników, w klasyfikacji indywidualnej mistrzostw świata zwyciężył Damien Vadon z przewagą jedynie dwóch punktów przed Marcinem Skalikiem i siedmiu przed Bolesławem Radomskim, którzy zajęli drugie i trzecie miejsce (wyprzedzając dalszych zawodników o ponad 50 punktów).
Czołowe wyniki konkurencji nawigacyjnych:
| I konkurencja nawigacyjna | I konkurencja nawigacyjna | I konkurencja nawigacyjna | II konkurencja nawigacyjna | II konkurencja nawigacyjna | II konkurencja nawigacyjna | III konkurencja nawigacyjna | III konkurencja nawigacyjna | III konkurencja nawigacyjna |
| Miejsce                   | Zawodnik                  | Punkty karne              | Miejsce                    | Zawodnik                   | Punkty karne               | Miejsce                     | Zawodnik                    | Punkty karne                |
| ------------------------- | ------------------------- | ------------------------- | -------------------------- | -------------------------- | -------------------------- | --------------------------- | --------------------------- | --------------------------- |
| 1                         | Bolesław Radomski         | 18                        | 1                          | Krzysztof Wieczorek        | 33                         | 1                           | Marcin Skalik               | 41                          |
| 2                         | Marcin Skalik             | 24                        | 2                          | Michał Wieczorek           | 68                         | 2                           | Bolesław Radomski           | 48                          |
| 3                         | Damien Vadon              | 33                        | 3                          | Luboš Hájek                | 74                         | 3                           | Krzysztof Wieczorek         | 65                          |
| 4                         | Zbigniew Chrząszcz        | 57                        | 4                          | Tomaš Rajdl                | 83                         | 3                           | Damien Vadon                | 65                          |
| 5                         | Krzysztof Wieczorek       | 63                        | 5                          | Janusz Darocha             | 84                         | 5                           | Luboš Hájek                 | 68                          |
| 6                         | Robert Verbancic          | 72                        | 6                          | Krzysztof Skrętowicz       | 86                         | 6                           | Michał Wieczorek            | 73                          |
| 7                         | Michał Wieczorek          | 95                        | 7                          | Robert Verbancic           | 96                         | 7                           | Krzysztof Skrętowicz        | 76                          |
| 8                         | Janusz Darocha            | 96                        | 8                          | Bolesław Radomski          | 98                         | 8                           | Róbert Šošovička            | 115                         |
| 9                         | Krzysztof Skrętowicz      | 106                       | 9                          | Marcin Skalik              | 116                        | 9                           | David Černý                 | 116                         |
| 10                        | David Černý               | 138                       | 10                         | Patrick Bats               | 120                        | 10                          | Robert Verbancic            | 134                         |

Kolorem szarym zaznaczony najsłabszy z trzech wyników zawodnika, nie brany pod uwagę w klasyfikacji generalnej.
Czołowe wyniki konkurencji lądowań:
| Miejsce | Zawodnik             | Samolot | Rejestracja | Punkty karne |
| ------- | -------------------- | ------- | ----------- | ------------ |
|         | Mauri Halinen        | C-152   | OH-CTC      | 18           |
|         | Tomaš Rajdl          | C-152   | OK-IKC      | 21           |
|         | Krzysztof Skrętowicz | 3Xtrim  | SP-YUD      | 22           |
| 4       | Kjeld Hjorth         | C-172   | OY-ENV      | 23           |
| 5       | Damien Vadon         | C-152   | F-GDDV      | 23           |
| 6       | David Černý          | C-152   | OK-IKC      | 25           |
| 7       | Patrick Bats         | C-152   | F-HFPR      | 29           |
| 8       | Lars-Inge Karlsson   | C-150   | SE-GZT      | 30           |
| 9       | Michał Wieczorek     | C-152   | SP-KCH      | 42           |
| 10      | Frank Eckard         | C-150   | OY-AJU      | 42           |

## Wyniki

### Klasyfikacja indywidualna
Wyniki:
| Miejsce | Zawodnik             | Samolot | Rejestracja | Punkty karne za: nawigację + obserwację + lądowania | Punkty karne za: nawigację + obserwację + lądowania | Punkty karne za: nawigację + obserwację + lądowania | Wynik ogółem |
| ------- | -------------------- | ------- | ----------- | --------------------------------------------------- | --------------------------------------------------- | --------------------------------------------------- | ------------ |
|         | Damien Vadon         | C-152   | F-GDDV      | 78                                                  | 20                                                  | 23                                                  | 121          |
|         | Marcin Skalik        | C-152   | SP-KCH      | 45                                                  | 20                                                  | 58                                                  | 123          |
|         | Bolesław Radomski    | C-152   | SP-AKP      | 66                                                  | 0                                                   | 62                                                  | 128          |
| 4       | Michał Wieczorek     | C-152   | SP-KWW      | 81                                                  | 60                                                  | 42                                                  | 183          |
| 5       | Krzysztof Skrętowicz | 3Xtrim  | SP-YUD      | 102                                                 | 60                                                  | 22                                                  | 184          |
| 6       | Krzysztof Wieczorek  | C-152   | SP-KWW      | 96                                                  | 0                                                   | 96                                                  | 192          |
| 7       | Robert Verbancic     | C-152   | OY-TVA      | 128                                                 | 40                                                  | 57                                                  | 225          |
| 8       | Luboš Hájek          | C-152   | OK-NAV      | 82                                                  | 60                                                  | 102                                                 | 244          |
| 9       | Tomaš Rajdl          | C-152   | OK-IKC      | 207                                                 | 20                                                  | 21                                                  | 248          |
| 10      | Zbigniew Chrząszcz   | C-152   | SP-KCH      | 126                                                 | 60                                                  | 86                                                  | 272          |

Klasyfikacja indywidualna mistrzostw opierała się na wynikach 2 z 3 konkurencji nawigacyjnych oraz konkurencji lądowań.  

### Klasyfikacja drużynowa
Wyniki:
| Miejsce | Reprezentacja                                                 | Wynik (pkt) |
| ------- | ------------------------------------------------------------- | ----------- |
|         | Polska · Marcin Skalik · Bolesław Radomski · Michał Wieczorek | 434         |
|         | Czechy · Luboš Hájek · Tomáš Rajdl · David Černý              | 771         |
|         | Francja · Damien Vadon · Patrick Bats · Richard Sébastien ·   | 983         |
| 4.      | Szwecja                                                       | 2016        |
| 5.      | Niemcy                                                        | 2057        |
| 6.      | Norwegia                                                      | 2066        |

### Trofeum nawigacyjne
Do trofeum nawigacyjnego (navigation trophy) liczyły się wyniki jedynie konkurencji nawigacyjnych:
| Miejsce | Zawodnik             | Samolot | Rejestracja | Punkty karne za: planowanie lotu + regularność | Punkty karne za: planowanie lotu + regularność | Wynik ogółem |
| ------- | -------------------- | ------- | ----------- | ---------------------------------------------- | ---------------------------------------------- | ------------ |
|         | Marcin Skalik        | C-152   | SP-KCH      | 0                                              | 45                                             | 45           |
|         | Bolesław Radomski    | C-152   | SP-AKP      | 2                                              | 54                                             | 56           |
|         | Damien Vadon         | C-152   | F-GDDV      | 0                                              | 78                                             | 78           |
| 4       | Krzysztof Wieczorek  | C-152   | SP-KWW      | 0                                              | 78                                             | 78           |
| 5       | Michał Wieczorek     | C-152   | SP-KWW      | 3                                              | 78                                             | 81           |
| 6       | Luboš Hájek          | C-152   | OK-NAV      | 1                                              | 81                                             | 82           |
| 7       | Krzysztof Skrętowicz | 3Xtrim  | SP-YUD      | 0                                              | 102                                            | 122          |
| 8       | Zbigniew Chrząszcz   | C-152   | SP-KCH      | 0                                              | 126                                            | 126          |
| 9       | Robert Verbancic     | C-152   | OY-TVA      | 8                                              | 120                                            | 128          |
| 10      | Janusz Darocha       | C-152   | SP-AKP      | 0                                              | 162                                            | 162          |

### Inne nagrody
Nagrodę (statuetkę ptaka) za zwycięstwo w konkurencji lądowań otrzymał Fin Mauri Halinen. Nagrodę Kiwi dla najlepszej lądującej drużyny otrzymał zespół z Czech (Tomáš Rajdl, David Černý i Jiří Jakeš).
Marcin Skalik, oprócz srebrnego medalu w klasyfikacji indywidualnej i złotego medalu w klasyfikacji zespołowej, otrzymał nagrody za pierwsze miejsce w konkurencji nawigacyjnej i dla najlepszego młodego pilota.
Nagrodę dla najlepszej kobiety otrzymała Esther Rimensberger ze Szwajcarii (19. miejsce w klasyfikacji indywidualnej). 